# Breisgau-Hochschwarzwald
Breisgau-Hochschwarzwald là một huyện (Landkreis) nằm ở phía nam của bang Baden-Württemberg, thuộc nước Đức. Các huyện giáp ranh gồm Emmendingen, Schwarzwald-Baar, Waldshut, Lörrach, các tỉnh của Pháp Haut-Rhin và Bas-Rhin. Thành phố Freiburg bị huyện này bao quanh.
Huyện được lập năm 1973 thông qua việc hợp nhất các huyện cũ Freiburg, Müllheim và Hochschwarzwald.

## Xã và thị trấn
| Thị trấn | | |
| --- | --- | --- |
| 1. Bad Krozingen 2. Breisach 3. Heitersheim 4. Löffingen 5. Müllheim 6. Neuenburg am Rhein 7. Staufen im Breisgau 8. Sulzburg 9. Titisee-Neustadt 10. Vogtsburg | 1. Breitnau 2. Buchenbach 3. Buggingen 4. Ebringen 5. Ehrenkirchen 6. Eichstetten am Kaiserstuhl 7. Eisenbach 8. Eschbach 9. Feldberg 10. Friedenweiler 11. Glottertal 12. Gottenheim 13. Gundelfingen 14. Hartheim am Rhein 15. Heuweiler 16. Hinterzarten 17. Horben 18. Ihringen 19. Kirchzarten | 1. Lenzkirch 2. March 3. Merdingen 4. Merzhausen 5. Münstertal 6. Oberried 7. Pfaffenweiler 8. Schallstadt 9. Schluchsee 10. Sölden 11. Sankt Märgen 12. Sankt Peter 13. Stegen 14. Umkirch 15. Wittnau |
| Xã | 1. Breitnau 2. Buchenbach 3. Buggingen 4. Ebringen 5. Ehrenkirchen 6. Eichstetten am Kaiserstuhl 7. Eisenbach 8. Eschbach 9. Feldberg 10. Friedenweiler 11. Glottertal 12. Gottenheim 13. Gundelfingen 14. Hartheim am Rhein 15. Heuweiler 16. Hinterzarten 17. Horben 18. Ihringen 19. Kirchzarten | 1. Lenzkirch 2. March 3. Merdingen 4. Merzhausen 5. Münstertal 6. Oberried 7. Pfaffenweiler 8. Schallstadt 9. Schluchsee 10. Sölden 11. Sankt Märgen 12. Sankt Peter 13. Stegen 14. Umkirch 15. Wittnau |
| 1. Au 2. Auggen 3. Badenweiler 4. Ballrechten-Dottingen 5. Bötzingen 6. Bollschweil                                                                             | 1. Breitnau 2. Buchenbach 3. Buggingen 4. Ebringen 5. Ehrenkirchen 6. Eichstetten am Kaiserstuhl 7. Eisenbach 8. Eschbach 9. Feldberg 10. Friedenweiler 11. Glottertal 12. Gottenheim 13. Gundelfingen 14. Hartheim am Rhein 15. Heuweiler 16. Hinterzarten 17. Horben 18. Ihringen 19. Kirchzarten | 1. Lenzkirch 2. March 3. Merdingen 4. Merzhausen 5. Münstertal 6. Oberried 7. Pfaffenweiler 8. Schallstadt 9. Schluchsee 10. Sölden 11. Sankt Märgen 12. Sankt Peter 13. Stegen 14. Umkirch 15. Wittnau |